# Munda (miasto starożytne)
Munda – miasto i kolonia rzymska w Hispania Baetica niedaleko Korduby (dziś Cordoba). Miejsce zwycięstwa Gneusza Scypiona nad Kartagińczykami w roku 214 p.n.e. i krwawej bitwy między Cezarem i synami Pompejusza Gneuszem i Sekstusem, stoczonej w roku 45 p.n.e.